# Яросевич Любомира Володимирівна

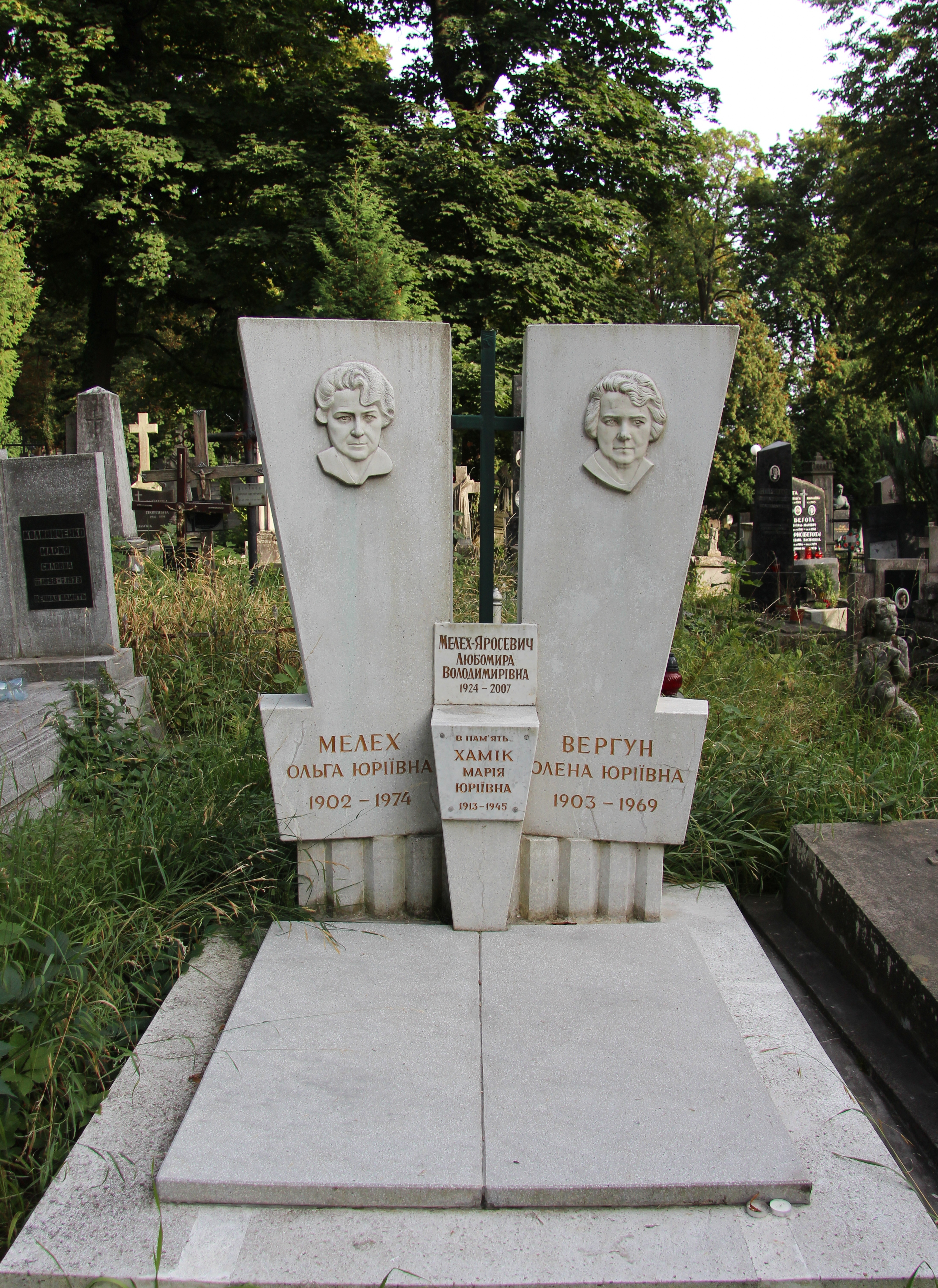

Любом́ира Волод́имирівна Ярос́евич (18 листопада 1924, Пшасниш, Варшавське воєводство (Польща) — 3 жовтня 2007) — українська музикознавиця. Доцент кафедри історії музики Львівської державної музичної академії ім. М. Лисенка, кандидат мистецтвознавства.

## Життєпис
Народилася в родині педагогів. Батько — Мелех Володимир Іванович — викладав музично-теоретичні предмети у середніх спеціальних музично-навчальних закладах, мати — Ольга Юріївна — була вчителькою загальноосвітньої школи. Середню освіту здобувала у двох гімназіях: Варшавській та Державній гімназії з українською мовою навчання в м. Ярославі, де і склала іспит зрілості (1942 р.). 3 1946 по 1950pp. навчалась на диригентсько-хоровому відділі Станіславського (нині — Івано-Франківського) музичного училища, відтак продовжила навчання на історико-теоретичному факультеті Львівської державної консерваторії ім. М. В. Лисенка (1950—1955 pp.).
Педагогічну працю Л. Яросевич розпочала у 1955 р. в Івано-Франківському музичному училищі як викладач музично-теоретичних предмета; згодом викладала історію та теорію музики в Івано-Франківському педагогічному інституті ім. В. Стефаника (тепер — Прикарпатський національний університет імені Василя Стефаника), з 1972 по 1974 pp. в цьому ж інституті очолювала кафедру історії, теорії музики та гри на музичних інструментах.
Одночасно викристалізовується наукове спрямування музикознавця, пов'язане з проблематикою синтезу слова і музики. Як підсумок досліджень та закінчення навчання в аспірантурі Інституту мистецтвознавства фольклору та етнографії ім. М. Рильського АН УРСР у 1972 р. Любомира Яросевич захищає кандидатську дисертацію на тему «Леся Українка і музика (Музика поезії, поезія в музиці)» під науковим керівництвом доктора мистецтвознавства В. Д. Довженка.
У 1974 р. Любомира Володимирівна за конкурсом переходить на викладацьку роботу до Львівської державної консерваторії ім. М. Лисенка (нині — Львівська національна музична академія імені Миколи Лисенка), де вона активно працює на посаді доцента кафедри історії музики.
Педагогічна праця Любомири Яросевич характеризується впровадженням нових методів активізації навчання. Вона вимоглива i, водночас, доброзичлива, вміє психологічно точно визначити індивідуальні нахили, здібності студента (особливо у класі спеціалізації) та спрямувати їх у відповідне русло, де б вони могли найкраще розвинутися. Любомира Володимирівна успішно керувала дипломними роботами та дисертаційними дослідженнями. В її класі отримали спеціалізацію 28 випускників. Серед них — кандидати мистецтвознавства Н. Татарчук-Толошняк, I. Чоловська-Полякова, О.Король, І.Глібовицький, а також О.Успенська, сестри М. Горбань-Шафран та Г. Горбань-Стернюк, Г. Сіксай-Стефанюк, Р. Мисько-Пасічник, Д. Заборовська-Білавич,  А. Кецало, М. Зубеляк, I. Щербанюк, які працюють в різних сферах музичної освіти та мистецького життя України. 
Паралельно з педагогічною, Л. Яросевич постійно займалась науково-дослідницькою діяльністю. Основний предмет її досліджень — історія української музики від найдавніших часів до сьогодення. Це підтверджує перелік музикознавчих праць та музично-критичних публікацій. Результат багаторічної праці — навчальний посібник «Українська музична література від найдавніших часів до першої половини XX ст.», дві частини якого уже вийшли друком. Керівника проекту та авторського колективу, Л. Яросевич відзначають широка ерудиція та глибина знань, вірність ідеї та повага до колег-співавторів, велика любов до рідної музичної культури.
Наукова діяльність музикознавця пов'язана також із виступами на наукових сесіях НТШ з питань української музичної культурології, а також з численними науково-творчими контактами за межами України. Це — участь в українсько-польських конференціях «Музика Галичини» (Musica Galiciana), участь в організації та проведенні Ювілейних урочистостей, присвячених 120-річчю від дня народження С. П. Людкевича (Ярослав, 1999. Польща).
Пропаганда музичної культури рідного краю червоною ниткою проходила і через лекторську та громадську діяльність Любомири Володимирівни. Анотації перед концертами, виступи на конференціях, організація Шевченківських вечорів, курс лекторської майстерності в музичній академії", активна участь у роботі суспільно-культурного товариства депортованих з етнічних територій українців «Надсяння», тісні творчі контакти з музеєм Соломії Крушельницької — ось неповний перелік невтомної праці Любомири Володимирівни Яросевич, сповненої невичерпного ентузіазму та життєрадісного світосприйняття музиканта — громадянина — патріота.
Похована на полі № 22  Личаківського цвинтаря у Львові.

## Основні опубліковані праці
- Музика у творчості Лесі Українки // Наукові записки Львівської державної консерваторії ім. М. Лисенка. — Л.., 1957.
- Леся Українка і музика. — К.: Муз. Україна, 1978.
- Микола Лисенко і Михайло Старицький //Українське музикознавство. Вип. 27. — К., 1992.
- Марія Білинська: Творчий портрет // Записки Наукового Товариства імені Т. Шевченка. Т. 226. — Л., 1993. — Праці Музикознавчої комісії.
- Микола Лисенко I Галичина // Музика Галичини = Musica Galiciana. — Л., 1999.
- Spiewacy ukrainscy na polskich scenach operowych // Kamerton. Kwartalnik. — 1997. — № 1-2 (26-27).